# Harpagifer
Антарктична рогатка (Harpagifer) — рід окунеподібних риб монотипової родини Harpagiferidae.

## Опис
Це маленькі бичкоподібні рибки без підборідного вусика, що відрізняються сильно розвиненими шипами на зябровій кришці. Живуть вони у прибережній зоні біля берегів Патагонії, субантарктичних і деяких антарктичних островів. Під час відпливу ховаються під каменями у дрібних калюжах. Ікру відкладають на прибережні водорості. Частими штормами ці водорості відриваються від скель і розносяться плином західних вітрів від одного острова до іншого, переносячи ікру й мальків через величезні простори над океанічними глибинами. Таким способом розселення на островах дрейфуючих водоростей («келпах») користуються не тільки рогатки, але й багато видів прибережних безхребетних.

## Класифікація
Рід містить 10 видів:

- Harpagifer andriashevi Prirodina, 2000
- Harpagifer antarcticus Nybelin, 1947
- Harpagifer bispinis (J. R. Forster, 1801)
- Harpagifer georgianus Nybelin, 1947
- Harpagifer kerguelensis Nybelin, 1947
- Harpagifer macquariensis Prirodina, 2000
- Harpagifer nybelini Prirodina, 2000
- Harpagifer palliolatus J. Richardson, 1845
- Harpagifer permitini Neyelov & Prirodina, 2006
- Harpagifer spinosus Hureau, Louis, Tomo & Ozouf-Costaz, 1980